# He Is (canção de Ghost)
"He Is" é uma canção da banda de rock sueca Ghost. A quinta faixa do terceiro álbum de estúdio do grupo, Meliora, foi lançada como single promocional em 31 de maio de 2015. A canção alcançou o número 64 na parada de música nacional sueca. Uma gravação ao vivo foi lançada mais tarde em 2017.

## Antecedentes e lançamento
A música "He Is" foi escrita em 2007. A banda tentou gravá-la para o Infestissumam de 2013, mas depois de tentar fazê-la "soar como Ghost" e adicionar e subtrair aspectos, acabou colocando-a na prateleira. Um membro da banda disse que simplesmente não sabia o que fazer com ela, explicando que "quando você é uma banda de rock, é sempre um pouco difícil tocar suavemente", "você tem que diminuir o pulso para poder para abordar um tipo diferente de nível de energia." Ao iniciar a pré-produção de Meliora, eles adicionaram "He Is" à lista e, após elogios do produtor Klas Åhlund, gravaram do jeito que era.
Um Nameless Ghoul disse ao Loudwire que existem vários graus de significado pessoal na música, um dos quais é a letra. Ele explicou que a letra da demo original era "falsa" e não tinha nenhuma "mordida", mas após o suicídio de Selim Lemouchi em 2014, guitarrista da banda de rock holandesa Devil's Blood, que era amigo dos membros do Ghost, a letra se materializou.
Ghost apresentou uma versão acústica de "He Is" no Bandit Rock Awards em 19 de janeiro de 2016 no Hard Rock Cafe em Estocolmo.
Um single de vinil picture disc de 10" de uma gravação ao vivo de "He Is", que foi limitado a 500 cópias, foi lançado em 2017. Seu conteúdo também foi disponibilizado digitalmente no iTunes.

## Vídeos
Um lyric video para a música foi feito por Mattias Erik Johansson/Claudio Marino/Nicklas Lindahl. Foi carregado no canal oficial da banda no YouTube em 9 de novembro de 2015.
Em 24 de agosto de 2017, o Ghost carregou o videoclipe final de Meliora para "He Is". Foi dirigido por Zev Deans e estreou no Saint Vitus Bar em Nova York no dia anterior. Em um rápido segundo durante o vídeo, mostrou Tony Alamo, um líder de um culto cristão preso por 10 acusações de abuso sexual infantil. Um corte estendido do diretor do vídeo foi lançado exclusivamente em colaboração com a Metal Injection.

## Recepção
Após o lançamento de Meliora, "He Is" foi rapidamente citado como uma faixa de destaque e se tornou a favorita dos fãs nos shows. Nathan Stevens, do PopMatters, escreveu que "poderia ser confundido com uma música de adoração em uma megaigreja e isso não é um demérito contra a faixa. O refrão é enorme e implora para cantar junto." O Sputnikmusic escreveu que a faixa "mostra a atenção do Ghost para integrar elementos progressivos e infundidos com catástrofe com sensibilidades brilhantes e orientadas para o pop". Eles elogiaram as guitarras harmonizadas como "maravilhosas" e os vocais "etéreos".
Em entrevista com um dos guitarristas, Joe Bosso do MusicRadar citou o solo de guitarra como o melhor do músico. O Nameless Ghoul então explicou que o solo não é de tapping, mas uma "técnica próxima a tapping" e que é uma das muitas partes da música que é exatamente como estava na demo.
Na enquete dos leitores da Rolling Stone sobre as 10 melhores músicas de 2015, "He Is" ficou em quarto lugar. Brittany Spanos escreveu que com a música Ghost "atingiu uma nota psicodélica, voltando às raízes folclóricas do metal dos anos sessenta e setenta".

## Lista de músicas
Single promocional de 2015
| N.º | Título               | Duração |  |
| 1.  | "He Is" (Radio edit) | 3:31    |  |

Single de vinil de 10" de 2017
| Lado A |                                    |         |  |
| N.º    | Título                             | Duração |  |
| 1.     | "He Is" (Ao vivo em São Francisco) | 4:17    |  |
| 2.     | "He Is" (Ghost X Alison Mosshart)  | 3:51    |  |

| Lado B |                                 |         |  |
| N.º    | Título                          | Duração |  |
| 3.     | "He Is" (Health Remix)          | 3:41    |  |
| 4.     | "He Is" (The Haxan Cloak Remix) | 6:37    |  |

## Pessoal
- Papa Emeritus III - vocais
- Nameless Ghouls - todos os instrumentistas: guitarrista solo, baixista, tecladista, baterista, guitarrista rítmico

## Certificações
| Região                                              | Certificação | Unidades/vendas certificadas |
| --------------------------------------------------- | ------------ | ---------------------------- |
| Suécia(GLF)                                         | Platina      | 40,000*                      |
| *Número de vendas+streaming baseado no certificado. |              |                              |